# 太子道西190至204及210至212號
太子道西190至204及210至212號（英語：190-204 & 210-212 Prince Edward Road West）是香港九龍太子的建築群，落成於1930年代，為香港市區現存最大的相連戰前唐樓群，並於2010年被評為二級歷史建築。

## 歷史
建築群原先為一列16幢戰前唐樓群，橫跨太子道西190至220號（雙數門牌），於1930年代初由比利時建築公司義品地產公司（法語：Crédit foncier d'Extrême-Orient）興建。
其中部分建築於戰後被拆卸重建，目前只餘下10幢戰前唐樓。該唐樓群於2008年由市區重建局保育及活化。

## 建築風格
設計採用裝飾藝術風格，其可見於包括正門對上及騎樓柱頭的幾何圖案浮雕。

## 圖片

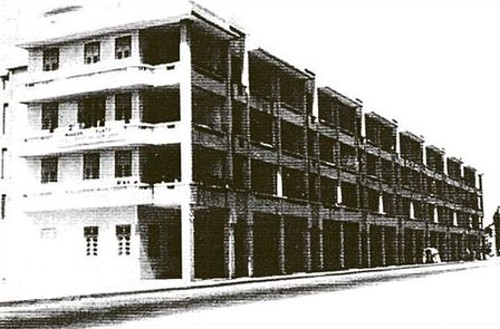
1950年代所攝的唐樓群外貌

## 外部連結
维基共享资源上的相關多媒體資源：太子道西190至204及210至212號